# Вулиця Юрія Шевельова (Київ)
Ву́лиця Ю́рія Шевельо́ва — вулиця в Дарницькому районі міста Києва, місцевість Нова Дарниця. Пролягає від Гостинної до Вересневої вулиці.
Прилучаються вулиці Ялтинська, Севастопольська і Санаторна (між двома останніми наявна перерва у проляганні вулиці Юрія Шевельова).

## Історія
Вулиця виникла в першій чверті XX століття під назвою Миха́йлівська. Простягалася між теперішніми Севастопольською та Вересневою вулицями. У 1941–1943 роках — Лісова.
У середині XX століття прокладено продовження вулиці Юрія Шевельова — 205-ту Нову вулицю. Обидві вулиці об'єднано в 1955 році під назвою вулиця Руднєва. У довідниках «Вулиці Києва» 1975 і 1995 років було помилково вказано, що вулицю названо на честь Семена Руднєва, Героя Радянського Союзу, одного з організаторів партизанського руху в Україні під час Великої Вітчизняної війни, комісара партизанського з'єднання під командуванням Сидора Ковпака. 
З 1974 року вулиця носила уточнену назву вулиця Миколи Руднєва.
У середині 1980-х років вулицю значно скорочено (у 1950–80-ті роки вона починалася від Кам'янської вулиці) і чималою мірою перебудовано.
Сучасна назва — з 2016 року, на честь Юрія Шевельова, українського славіста-мовознавця, історика української літератури, літературного і театрального критика.